# Rapsodia (película)
Rapsodia (en inglés, Rhapsody) es una película estadounidense de 1953 dirigida por Charles Vidor y producida por Lawrence Weingarten. Está basada en la novela Maurice Guest de Henry Handel Richardson y está protagonizada por Elizabeth Taylor, Vittorio Gassman y John Ericson.
Otros actores del reparto son Louis Calhern, Mijaíl Chéjov, Barbara Bates, Celia Lovsky y Stuart Whitman. Incluye música de Debussy, Liszt, Mendelssohn, Rajmáninov y Chaikovski, entre otros.